# Frans van der Hoff
Frans van der Hoff, o Francisco VanderHoff Boersma, come veniva chiamato in Sudamerica (De Rips, 16 luglio 1939 – Ciudad Ixtepec, 13 febbraio 2024), è stato un missionario olandese, fondatore, insieme al connazionale Nico Roozen, del sistema di commercio equo e solidale con il marchio di Fairtrade "Max Havelaar".
I suoi contatti con i poveri produttori di caffè in Messico furono l'elemento chiave per garantire il sostegno ed assicurare il successo all'iniziativa della certificazione originale del Fairtrade.

## Biografia
Frans van der Hoff nacque il 16 luglio 1939 a De Rips, un villaggio nel comune di Gemert-Bakel, nella provincia del Brabante Settentrionale, in una famiglia di poveri contadini. Divenne politicamente attivo in movimenti studenteschi all'Università Radboud di Nimega, dove conseguì successivamente il dottorato di ricerca in economia politica. Studiò poi in Germania, conseguì un altro dottorato in teologia, entrando in seguito nei dehoniani, per i quali prese i voti l'8 settembre 1962 e fu ordinato presbitero il 20 aprile 1968. Nel 1970 si trasferì a Santiago del Cile per lavorare come prete lavoratore nei barrio. Andò a lavorare in una miniera del nord del paese, durante il colpo di stato del 1973 si trasferì in Messico per continuare la sua opera nelle baraccopoli di Città del Messico. Sette anni dopo si trasferì nella regione meridionale di Oaxaca dove, come prete lavoratore, s'integrò presto nella comunità locale e fece la conoscenza con la durezza e la precarietà del lavoro dei piccoli produttori di caffè del luogo. Nel 1981 partecipò alla creazione dell'UCIRI (Union de Comunidades Indigenas de la Region del Istmo), una cooperativa di coltivatori di piante di caffè, creata per aggirare i grossisti locali.
Nel 1985 incontrò ad Utrecht, grazie ad un comune amico, Nico Roozen, responsabile dello sviluppo commerciale presso l'agenzia ecumenica per lo sviluppo Solidaridad, che s'interessò immediatamente all'attività di Frans.
Il 15 novembre 1988 Frans e Nico lanciarono insieme il primo marchio di commercio equo e solidale, "Max Havelaar", dal titolo (abbreviato) di un famoso romanzo olandese, pubblicato nel 1860. L'iniziativa offriva ai piccoli produttori di caffè, che s'impegnavano a rispettare alcuni standard sociali ed ambientali, un prezzo per il loro raccolto decisamente superiore a quello offerto dal mercato tradizionale. Il caffè, proveniente dalla cooperativa UCIRI, veniva importato dalla società olandese Van Weely, torrefatto da Neuteboom e quindi venduto direttamente ai dettaglianti olandesi.
L'iniziativa ebbe un grande successo e venne estesa ad altri prodotti agricoli quali cacao, cotone e molti altri, così come ad altri paesi del Terzo Mondo in Sudamerica, Africa ed Asia.
Fu creata la Fairtrade International, con le associate Fairtrade nazionali, distributrici del marchio nei singoli paesi di consumatori finali. La crescita del Commercio equo e solidale segnò incrementi del 24% annuo, tolse dalla miseria circa 1 milione e mezzo di contadini e raggiunse un giro di affari pari a 6 miliardi di dollari.
Morì a Ciudad Ixtepec il 13 febbraio 2024 all'età di 84 anni.

## Opere scritte
- Van der Hoff Frans, Manifesto dei poveri. Il commercio equo e solidale per non morire di capitalismo, Il Margine, 2012, ISBN 978-88-6089-100-6
- Van der Hoff Frans, Faremo migliore il mondo. Idea e storia del commercio equo e solidale, Mondadori Bruno, 2005
- Nico Roozen, Frans Van der Hoff, Max Havelaar: L'avventura del commercio equo e solidale, Feltrinelli, 2003

## Riconoscimenti
Nel 2006 il Consiglio d'Europa gli conferì il Premio Nord-Sud. Nello stesso anno ricevette il Dottorato onorario da parte dell'Università di Lovanio in Belgio per i suoi sforzi nel creare un'economia alternativa e la Fondazione Groeneveld, in Olanda, gli conferì il premio omonimo per i suoi sforzi nella protezione della natura e dell'ambiente.